# Rudolf Hajek
Rudolf Hajek (* 18. August 1963 in Laa an der Thaya) ist ein österreichischer Rollstuhltischtennissportler.

## Sportliche Karriere
Hajek startete seine internationale Karriere 1985. Bereits 1988 gewann er zum ersten Mal Gold im Einzelbewerb bei den Paralympics in Seoul. Vier Jahre später bei den Sommer-Paralympics in Barcelona konnte er seinen Titel verteidigen und platzierte sich damit auf der obersten Stufe der erfolgreichsten Tischtennis-Rollstuhlsportler. Dafür erhielt er auch die Auszeichnung „Behindertensportler des Jahres 1992“ vom ORF.  
Zahlreiche Staatsmeister-, Europameister- u. Weltmeistertitel folgten.
Weiters war Rudolf Hajek über 20 Jahre der einzige Rollstuhlsportler, der in die „Straße der Sieger“ aufgenommen wurde und seinen fixen Platz auf der Mariahilfer Straße in Wien hatte.
Durch sein Engagement wurde im Rehabilitationszentrum Weisser Hof eine Sektion Tischtennis gegründet, die er auch einige Jahre leitete und dann übergab. Sein Stammverein bei den Nichtbehinderten war der UTTC Wultendorf, wo er auch in der Meisterschaft teilnahm. Im NÖTTV (Niederösterreichischen Tischtennisverband) wurde auf Grund seiner Initiative ein Behindertensportreferent eingeführt, und die ehrenamtliche Arbeit übernahm er anfangs auch selbst.
Im Jahre 2005 beendete Hajek seine sportliche Laufbahn mit einem 1. Platz im Team-Wettbewerb der US Open in Las Vegas.
Im November 2022 wurde im Zentrum des Hauptgebäudes des Sportzentrum NÖ in St. Pölten eine Vitrine mit seiner Gold-Medaille der Paralympics 1992 in Barcelona enthüllt. Der Walk-of-Fame beim Eingang zum Sportzentrum wurde durch eine Platte von Rudolf Hajek ergänzt, in der er sich mit seinen Handabdrücken und einer Unterschrift verewigt hat.
Im Dezember 2024 erhielt Hajek den „Back to life“ Award seitens der AUVA im NÖ Landhaus St. Pölten und dieser wurde durch Frau LR Christiane Teuschl-Hofmeister übergeben. Damit wurde Hajek‘s beispielgebende Einstellung zum Leben mit Behinderung im privaten, beruflichen und sportlichen Bereichen ausgezeichnet. Besonders war die Übergabe, da sie im kleinen Rahmen mit Hajek`s engstem Familien- u. Freundeskreis stattfand.

## Erfolge (Auszug)
- 1985 Bronzemedaille im Doppel bei den Europameisterschaften in Delden (Holland)
- 1986 Bronzemedaille im Doppel bei den Weltmeisterschaften in Brisbane (Australien)
- 1987 Silbermedaille im Einzel und Bronzemedaille im Doppel bei den Europameisterschaften in Stoke (England)
- 1988 Goldmedaille im Einzel und Bronzemedaille im Doppel bei den Sommer-Paralympics in Seoul (Südkorea)
- 1989 Silbermedaille im Doppel und Bronzemedaille im Einzel bei den Europameisterschaften in Wien
- 1990 Goldmedaille im Doppel und Bronzemedaille im Einzel bei der Weltmeisterschaft in Assen (Niederlande)
- 1991 Goldmedaille im Doppel und im Einzel bei der Europameisterschaft in Salou (Spanien)
- 1992 Goldmedaille im Doppel und im Einzel bei den Sommer-Paralympics in Barcelona (Spanien)
- 1995 Silbermedaille im Doppel und Bronzemedaille im Einzel bei der Europameisterschaft in Hillerod (Dänemark)
- 1996 Silbermedaille im Doppel bei den Sommer-Paralympics in Atlanta (USA)
- 1999 Silbermedaille im Doppel bei der Europameisterschaft in Piestany (Slowakei)
- 2001 Silbermedaille im Doppel bei der Europameisterschaft in Frankfurt
- 2002 Silbermedaille im Doppel bei der Weltmeisterschaft in Taipeh (Taiwan)

## Auszeichnungen
Für die sportlichen Leistungen erhielt er das Silberne Ehrenzeichen für Verdienste um die Republik Österreich sowie das Goldene Ehrenzeichen für Verdienste um das Bundesland Niederösterreich.